# Caneján
Caneján är en ort i Spanien.   Den ligger i provinsen Província de Lleida och regionen Katalonien, i den nordöstra delen av landet, 500 km nordost om huvudstaden Madrid. Caneján ligger 905 meter över havet och antalet invånare är 110.
Terrängen runt Caneján är huvudsakligen bergig. Caneján ligger nere i en dal. Runt Caneján är det glesbefolkat, med 18 invånare per kvadratkilometer. Närmaste större samhälle är Vielha, 15,8 km söder om Caneján. I omgivningarna runt Caneján växer i huvudsak blandskog.